# Marie-Luise Marjan
Pour les articles homonymes, voir Marjan.

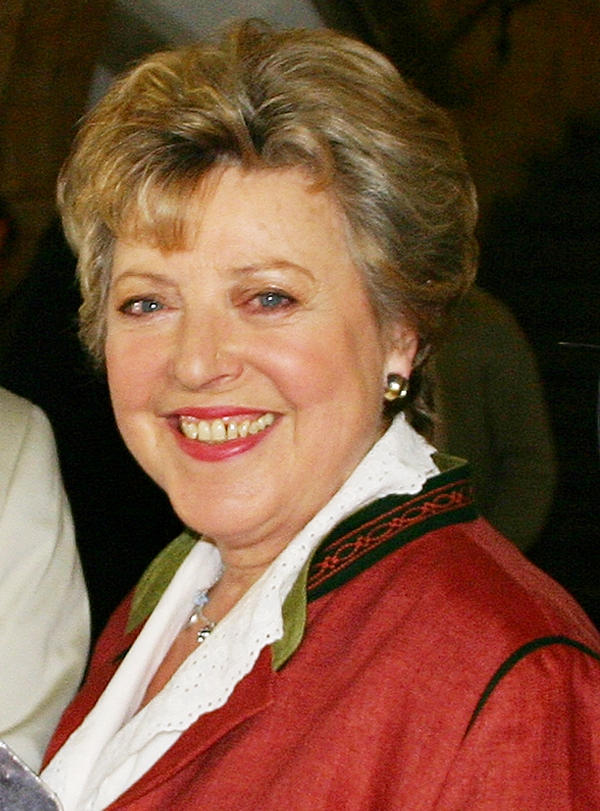
Marie-Luise Marjan en 2008.

Marie-Luise Marjan est une actrice allemande, née en 1940.

## Biographie
Depuis son rôle de Helga "Mutter" Beimer dans le feuilleton le plus populaire en Allemagne, la série Lindenstraße (créé par Hans W. Geißendörfer) elle est la Mère de la nation. La comédienne fut l'héroïne dans l'un des premiers films de Wolfgang Petersen, Smog (de), et elle incarna de nombreux rôles à la télé (entre autres dans Berlin Alexanderplatz de Rainer Werner Fassbinder) au cinéma (Palermo oder Wolfsburg de Werner Schroeter) et sur les planches. En France, Marie-Luise Marjan est bien connue comme partenaire de Carole Bouquet dans le film de Werner Schroeter Le jour des idiots. En Allemagne elle fut en 1994 la Angela Lansbury allemande dans la version de Arabesque- Murder she wrote, le feuilleton Immer, wenn sie Krimis liest. Pendant son rôle dans Lindenstraße elle joue dans plusieurs téléfilms et elle s'engage en tant qu'Ambassadrice de l'Unicef. Dans les films Shrek 2 et Shrek 3 elle est la voix allemande de la Reine Lillian (dans la version anglaise Julie Andrews).